# Schlauchwagen (Gartenbau)

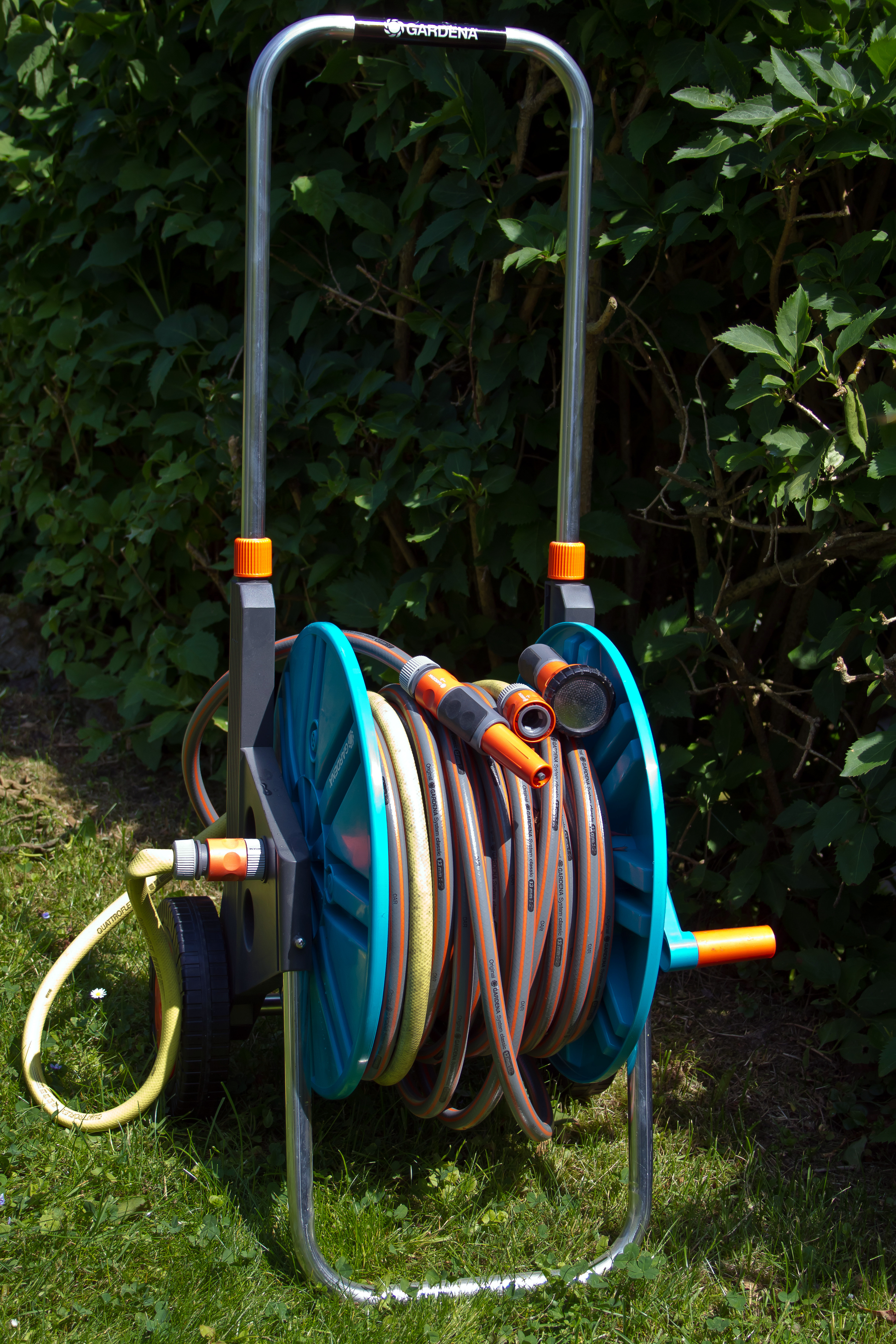
Schlauchwagen

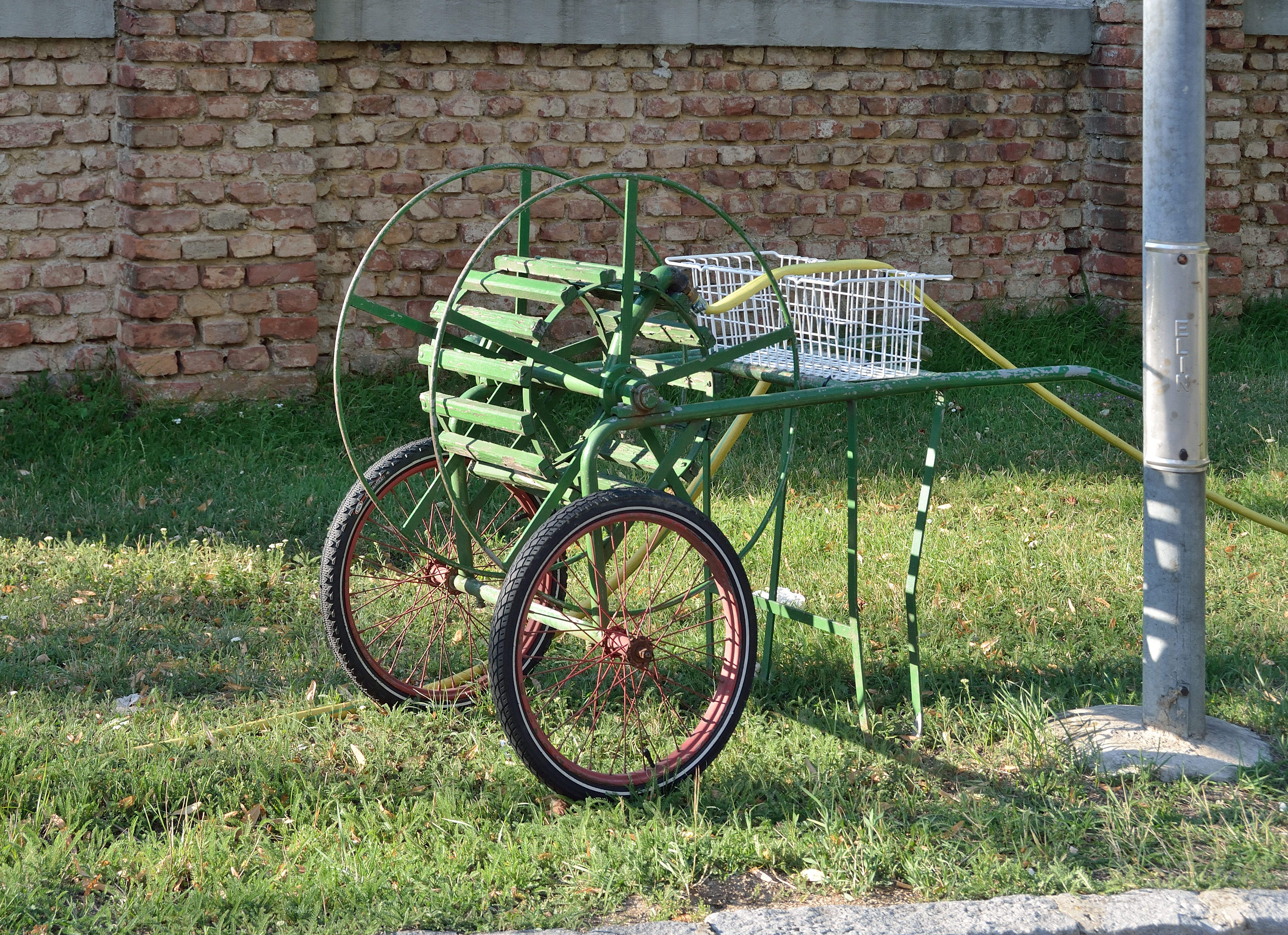
Älteres Modell eines Schlauchwagens

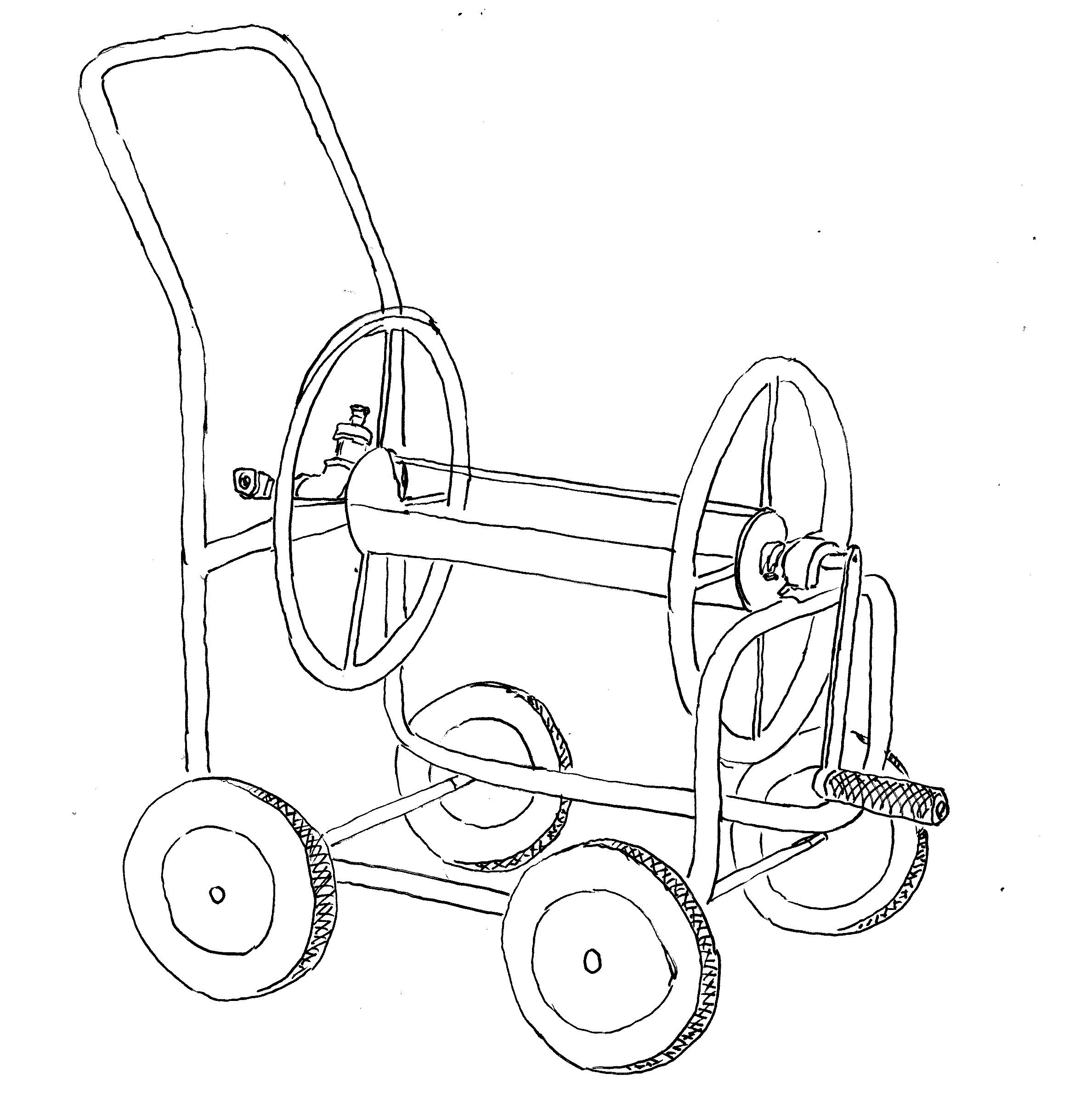
Modell für lange Schläuche

Ein Schlauchwagen ist ein Gartengerät zum Aufrollen und Lagern von Schläuchen.

## Aufbau
Der Schlauchwagen besteht im Wesentlichen aus einem Fahrgestell und einer darauf montierten, drehbaren Trommel mit Kurbel. In der Achse dieser ist ein Anschlussstück für den Schlauch vorhanden. Dieses mündet in einen Adapter, der frei drehbar ist, um ein Verdrehen des Anschlussschlauchs zu verhindern. An der Außenseite der Trommel befindet sich ein weiteres Anschlussstück für den Hahnanschluss. Es existieren auch Modelle mit automatischer Aufwicklung, mit Tragegriff statt Fahrgestell (Schlauchträger) oder in geschlossener Bauweise, bei der der Schlauch nicht direkt zugänglich ist.
Meistens sind die Achsen von Trommel und Rädern parallel, aber es gibt auch Modelle, bei denen die Trommelachse quer zur Radachse steht.

## Vor- und Nachteile

### Vorteile
- kein Verheddern des Schlauches
- einfache Lagerung der Schläuche

### Nachteile
- hohes Gewicht bei befülltem Schlauch